# Communauté d'agglomération du Pays de Saint-Omer
Pour les articles homonymes, voir CAPSO.
La communauté d'agglomération du Pays de Saint-Omer (CAPSO) est une communauté d'agglomération française, située dans le département du Pas-de-Calais et la région Hauts-de-France. Elle est créée le 22 août 2016 avec pour date d’effet le 1er janvier 2017. Son siège est situé dans la commune de Longuenesse. Elle regroupe 53 communes et totalise 104 937 habitants en 2021. Elle est localisée dans l'est du Pas-de-Calais et limitrophe du département du Nord. 

## Historique
Dans le cadre des dispositions de la loi portant nouvelle organisation territoriale de la République du 7 août 2015, qui prévoit que les établissements publics de coopération intercommunale (EPCI) à fiscalité propre doivent avoir un minimum de 15 000 habitants, la communauté d'agglomération, créée par un arrêté préfectoral du 22 août 2016 est issue de la fusion, au 1er janvier 2017, de la communauté d'agglomération de Saint-Omer, de la communauté de communes du canton de Fauquembergues, de la communauté de communes de la Morinie et de la communauté de communes du pays d'Aire.

## Territoire communautaire

### Composition
En 2025, la communauté d'agglomération est composée des 53 communes suivantes :

| Nom                        | Code Insee | Gentilé                  | Superficie (km2) | Population (dernière pop. légale) | Densité (hab./km2) |
| -------------------------- | ---------- | ------------------------ | ---------------- | --------------------------------- | ------------------ |
| Longuenesse (siège)        | 62525      | Longuenessois            | 8,4              | 10 559 (2022)                     | 1 257              |
| Aire-sur-la-Lys            | 62014      | Airois                   | 33,38            | 9 568 (2022)                      | 287                |
| Arques                     | 62040      | Arquois                  | 22,41            | 9 526 (2022)                      | 425                |
| Audincthun                 | 62053      | Audincthunois            | 15,26            | 680 (2022)                        | 45                 |
| Avroult                    | 62067      | Avroultois               | 4,78             | 541 (2022)                        | 113                |
| Bayenghem-lès-Éperlecques  | 62087      | Bayenghemois             | 4,51             | 1 019 (2022)                      | 226                |
| Beaumetz-lès-Aire          | 62095      | Bellomessins             | 4,43             | 228 (2022)                        | 51                 |
| Bellinghem                 | 62471      | Bellinghemois            | 7,74             | 1 075 (2022)                      | 139                |
| Blendecques                | 62139      | Blendecquois             | 9,56             | 4 891 (2022)                      | 512                |
| Bomy                       | 62153      | Bomynois                 | 14,63            | 628 (2022)                        | 43                 |
| Campagne-lès-Wardrecques   | 62205      | Campagnards              | 4,69             | 1 300 (2022)                      | 277                |
| Clairmarais                | 62225      | Clairmaraisiens          | 18,02            | 579 (2022)                        | 32                 |
| Coyecques                  | 62254      | Coyecquois               | 13,89            | 598 (2022)                        | 43                 |
| Delettes                   | 62265      | Delettois                | 14,69            | 1 146 (2022)                      | 78                 |
| Dennebrœucq                | 62267      | Dennebroeucquois         | 3,73             | 394 (2022)                        | 106                |
| Ecques                     | 62288      | Ecquois                  | 12,59            | 2 176 (2022)                      | 173                |
| Enquin-lez-Guinegatte      | 62295      |                          | 20,02            | 1 600 (2022)                      | 80                 |
| Éperlecques                | 62297      | Éperlecquois             | 25,56            | 3 740 (2022)                      | 146                |
| Erny-Saint-Julien          | 62304      | Ernisiens                | 5,41             | 337 (2022)                        | 62                 |
| Fauquembergues             | 62325      | Fauquemberguois          | 7,13             | 942 (2022)                        | 132                |
| Febvin-Palfart             | 62327      | Febvinois                | 14,51            | 612 (2022)                        | 42                 |
| Fléchin                    | 62336      | Fléchinois               | 10,99            | 473 (2022)                        | 43                 |
| Hallines                   | 62403      | Hallinois                | 5,72             | 1 202 (2022)                      | 210                |
| Helfaut                    | 62423      | Helfallois               | 8,92             | 1 728 (2022)                      | 194                |
| Heuringhem                 | 62452      | Heuringhemois            | 5,79             | 1 389 (2022)                      | 240                |
| Houlle                     | 62458      | Houllois                 | 6,52             | 1 131 (2022)                      | 173                |
| Laires                     | 62485      | Lairois                  | 8,64             | 368 (2022)                        | 43                 |
| Mametz                     | 62543      | Mametziens               | 9,53             | 1 985 (2022)                      | 208                |
| Mentque-Nortbécourt        | 62567      | Mentquois-Nortbécourtois | 10,78            | 653 (2022)                        | 61                 |
| Merck-Saint-Liévin         | 62569      | Merckois                 | 11,85            | 664 (2022)                        | 56                 |
| Moringhem                  | 62592      | Moringhemois             | 9,98             | 555 (2022)                        | 56                 |
| Moulle                     | 62595      | Moullois                 | 5,39             | 1 166 (2022)                      | 216                |
| Nordausques                | 62618      | Nordausquois             | 5,94             | 1 293 (2022)                      | 218                |
| Nort-Leulinghem            | 62622      | Nort-Leulinghemois       | 3,45             | 268 (2022)                        | 78                 |
| Quiestède                  | 62681      | Quiestédois              | 2,83             | 654 (2022)                        | 231                |
| Racquinghem                | 62684      | Racquinghemois           | 5,32             | 2 197 (2022)                      | 413                |
| Reclinghem                 | 62696      | Reclinghemois            | 6,05             | 234 (2022)                        | 39                 |
| Renty                      | 62704      | Rentyquois               | 15,67            | 589 (2022)                        | 38                 |
| Roquetoire                 | 62721      | Roquestoriens            | 10,71            | 1 967 (2022)                      | 184                |
| Saint-Augustin             | 62691      |                          | 11,8             | 861 (2022)                        | 73                 |
| Saint-Martin-d'Hardinghem  | 62760      | Saint-Martinois          | 6,68             | 267 (2022)                        | 40                 |
| Saint-Martin-lez-Tatinghem | 62757      |                          | 10,54            | 5 863 (2022)                      | 556                |
| Saint-Omer                 | 62765      | Audomarois               | 16,4             | 14 358 (2022)                     | 875                |
| Salperwick                 | 62772      | Salperwickois            | 4                | 518 (2022)                        | 130                |
| Serques                    | 62792      | Serquois                 | 10,43            | 1 178 (2022)                      | 113                |
| Thérouanne                 | 62811      | Thérouannais             | 8,37             | 1 128 (2022)                      | 135                |
| Thiembronne                | 62812      | Thiembronnois            | 22,82            | 824 (2022)                        | 36                 |
| Tilques                    | 62819      | Tilquois                 | 7,29             | 1 063 (2022)                      | 146                |
| Tournehem-sur-la-Hem       | 62827      | Sarrazins                | 18,14            | 1 353 (2022)                      | 75                 |
| Wardrecques                | 62875      | Wardrecquois             | 3,72             | 1 338 (2022)                      | 360                |
| Wittes                     | 62901      | Wittois                  | 3,92             | 985 (2022)                        | 251                |
| Wizernes                   | 62902      | Wizernois                | 6,16             | 3 339 (2022)                      | 542                |
| Zouafques                  | 62904      | Zouafquois               | 3,93             | 590 (2022)                        | 150                |

### Démographie
| 1968   | 1975   | 1982   | 1990   | 1999    | 2010    | 2015    | 2021    |
| ------ | ------ | ------ | ------ | ------- | ------- | ------- | ------- |
| 81 471 | 89 472 | 93 892 | 96 912 | 100 399 | 102 792 | 105 205 | 104 937 |

### Logement
En 2022, le nombre total de logements dans la communauté d'agglomération était de 49 559, alors qu'il était de 48 080 en 2016 et de 45 559 en 2011
, soit une progression du nombre total de logements de 8,8 % depuis 2011.
Parmi ces 49 559 logements, 90,3 % étaient des résidences principales, (soit 44 775 logements), 2,3 % des résidences secondaires et 7,4 % des logements vacants. Ces logements étaient pour 78,9 % d'entre eux des maisons individuelles et pour 19,7 % des appartements.
Sur les 44 775 résidences principales, 63,7 % sont occupées par des propriétaires, 34,9 % par des locataires et 1,5 % par des personnes logées gratuitement.
Le tableau ci-dessous présente la typologie des logements dans la communauté d'agglomération en 2022 en comparaison avec celle du Pas-de-Calais et de la France entière. Une caractéristique marquante du parc de logements est ainsi la faible proportion des résidences secondaires et logements occasionnels (2,3 %) par rapport au département (6,6 %) et à la France entière (9,7 %) ainsi que d'une proportion de logements vacants (7,4 %) inférieure à celle du département (7,2 %) et de la France entière (8 %).
| Typologie                                               | Communauté d'agglomération | Pas-de-Calais | France entière |
| ------------------------------------------------------- | -------------------------- | ------------- | -------------- |
| Résidences principales (en %)                           | 90,3                       | 86,2          | 82,3           |
| Résidences secondaires et logements occasionnels (en %) | 2,3                        | 6,6           | 9,7            |
| Logements vacants (en %)                                | 7,4                        | 7,2           | 8              |

Le tableau ci-dessous présente le type de combustible principal utilisé dans les résidences principales ainsi que l'évolution des différents types de combustible entre 2011 et 2022.
| Type de combustible principal du logement | Communauté d'agglomération | Communauté d'agglomération | Communauté d'agglomération | Pas-de-Calais 2022 |
| Type de combustible principal du logement | 2011                       | 2022                       | △                          | Pas-de-Calais 2022 |
| ----------------------------------------- | -------------------------- | -------------------------- | -------------------------- | ------------------ |
| Gaz de ville - réseau de chaleur          | 40,8 %                     | 38,3 %                     | -2,5                       | 51,7 %             |
| Fioul (mazout)                            | 17,4 %                     | 11,7 %                     | -5,7                       | 7,4 %              |
| Électricité                               | 23,0 %                     | 26,9 %                     | 3,9                        | 24,4 %             |
| Gaz en bouteilles ou en citerne           | 1,9 %                      | 1,5 %                      | -0,4                       | 1,0 %              |
| Autres (bois, solaire, géothermie, etc.)  | 16,9 %                     | 21,6 %                     | 4,7                        | 15,5 %             |

### Économie

#### Revenus de la population et fiscalité
En 2021, la communauté d'agglomération compte 43 883 ménages fiscaux, regroupant 102 068 personnes.
En 2021, le revenu fiscal médian par ménage, le taux de pauvreté des ménages et la part des ménages fiscaux imposés de la communauté d'agglomération, du département du Pas-de-Calais et de la métropole sont les suivants :
- le revenu fiscal médian par ménage de la communauté d'agglomération est de 20 840 €, supérieur à celui du département du Pas-de-Calais (20 720 €) et inférieur à celui de la France métropolitaine (23 080 €)[Insee 8],[Insee 9],[Insee 10] ;
- le taux de pauvreté des ménages de la communauté d'agglomération est de 16,9 %, inférieur à celui du département du Pas-de-Calais (18,4 %) et supérieur à celui de la métropole (14,9 %)[Insee 11],[Insee 12],[Insee 13] ;
- la part des ménages fiscaux imposés dans la communauté d'agglomération est de 44 %, légèrement inférieure à celle du département du Pas-de-Calais (44,1 %) et inférieure à celle de la métropole (53,4 %)[Insee 8],[Insee 9],[Insee 10].

#### Emploi
|                          | 2011   | 2016   | 2022   |
| ------------------------ | ------ | ------ | ------ |
| CA du Pays de Saint-Omer | 15,4 % | 16,8 % | 13,1 % |
| Département              | 11,3 % | 13,7 % | 11,2 % |
| France métropolitaine    | 11,6 % | 13,7 % | 11,7 % |

En 2022, la population âgée de 15 à 64 ans s'élève à 64 815 personnes, parmi lesquelles on compte 72,1 % d'actifs (62,7 % ayant un emploi et 9,5 % de chômeurs) et 27,9 % d'inactifs,. En 2022, le taux de chômage (au sens du recensement) des 15-64 ans est supérieur à celui du département et supérieur à celui de la France métropolitaine.
La communauté d'agglomération compte 42 954 emplois en 2022, contre 41 515 en 2016 et 41 845 en 2011. Le nombre d'actifs ayant un emploi résidant dans la communauté d'agglomération est de 41 050, soit un indicateur de concentration d'emploi de 104,6 et un taux d'activité parmi les 15 ans ou plus de 55,4 %.
Sur ces 41 050 actifs de 15 ans ou plus ayant un emploi, 31 926 travaillent dans la communauté d'agglomération, soit 78 % des habitants. Pour se rendre au travail, 84,4 % des habitants de la communauté d'agglomération utilisent une voiture, un camion ou une fourgonnette, 3,2 % les transports en commun, 8,2 % s'y rendent en deux-roues motorisé, à vélo ou à pied et 4,2 % n'ont pas besoin de transport (travail au domicile).

#### Entreprises et commerces

##### Activités hors agriculture
En 2022, 6 537 établissements marchands non agricoles sont économiquement actifsdans la  communauté d'agglomération,,.
| Secteur d'activité                                                                                        | CA du Pays de Saint-Omer | CA du Pays de Saint-Omer | Département |
| Secteur d'activité                                                                                        | Nombre                   | %                        | %           |
| --- | ------------------------ | ------------------------ | ----------- |
| Ensemble                                                                                                  | 6 537                    | 100 %                    | (100 %)     |
| Industrie manufacturière, industries extractives et autres                                                | 570                      | 8,7 %                    | (5,3 %)     |
| Construction                                                                                              | 646                      | 9,9 %                    | (11,7 %)    |
| Commerce de gros et de détail, transports, hébergement et restauration                                    | 1 945                    | 29,8 %                   | (22,5 %)    |
| Information et communication                                                                              | 89                       | 1,4 %                    | (3,6 %)     |
| Activités financières et d'assurance                                                                      | 354                      | 5,4 %                    | (5,3 %)     |
| Activités immobilières                                                                                    | 384                      | 5,9 %                    | (5,7 %)     |
| Activités spécialisées, scientifiques et techniques et activités de services administratifs et de soutien | 907                      | 13,9 %                   | (20,2 %)    |
| Administration publique, enseignement, santé humaine et action sociale                                    | 980                      | 15,0 %                   | (15,8 %)    |
| Autres activités de services                                                                              | 662                      | 10,1 %                   | (9,9 %)     |

Le secteur du commerce de gros et de détail, transports, hébergement et restauration est prépondérant dans la communauté d'agglomération puisqu'il représente 29,8 % du nombre total d'établissements de la commune (1 945 sur les 6537 entreprises implantées dans la communauté d'agglomération), contre 22,5 % au niveau départemental, à l'inverse, le secteur des activités spécialisées, scientifiques et techniques et activités de services administratifs et de soutien avec 13,9 % du nombre total d'établissements est inférieur à celui du département (20,2 %).

#### Tourisme

##### Hôtellerie, camping et autres hébergements collectifs
Au 1er janvier 2025, la communauté d'agglomération du Pays de Saint-Omer dispose de douze hôtels pour une capacité totale de 488 chambres, de dix-huit campings totalisant 1 628 emplacements et d'aucun autre type d'hébergement collectif,.

## Organisation

### Siège
Le siège de la CAPSO est à Longuenesse, 2, rue Albert-Camus.
Les services de la CAPSO sont structurés autour de  4 pôles territoriaux, situés à Longuenesse, Aire-sur-la-Lys, Fauquembergues et Thérouanne.

### Élus
La communauté d'agglomération est administrée par son Conseil communautaire, composé pour la mandature 2020-2026 de 94 conseillers municipaux représentant les 53 communes membres, et répartis en fonction de leur population de la manière suivante :
- 12 délégués pour Saint-Omer ;
- 9 délégués pour Longuenesse ;
- 8 délégués pour Aire-sur-la-Lys, Arques ;
- 4 délégués pour Blendecques et Saint-Martin-lez-Tatinghem ;
- 2 délégués pour Eperlecques et Wizernes ;
- 1 délégué et son suppléant pour les autres communes.

Au terme des élections municipales de 2020 dans le Pas-de-Calais, le conseil communautaire renouvelé à élu son nouveau président, Joël Duquenoy, conseiller municipal délégué et ancien maire d'Arques. Après sa mort en avril 2025, le conseil communautaire élu le 17 avril 2025 son nouveau président, Laurent Denis, maire d'Éperlecques, ainsi que ses 14 vice-présidents, qui sont :
1. Jean-Claude Dissaux, maire d'Aire-sur-la-Lys, chargé de la politique de l'eau, de l'assainissement et de la planification des mobilités ;
2. Alain Méquignon, maire de Fauquembergues, chargé  des  finances, des affaires juridiques et du conseil de gestion de l’aménagement du territoire ;
3. Jean-Paul Lefait, maire de Heuringhem, chargé du développement social, du CIAS et de l'économie sociale et solidaire ;
4. Christian Coupez, maire de Longuenesse, chargé du sport, de la jeunesse et de la politique de la ville ;
5. Bruno Humetz, maire-adjoint de Saint-Omer, chargé des ressources humaines, de l'insertion professionnelle et de l’emploi ;
6. Patrick Bédague, maire de Tilques, chargé des opérations d’aménagement, de l’urbanisme et de l'accompagnement des communes rurales ;
7. Benoît Roussel, maire d'Arques, chargé de la stratégie numérique et du transport durable ;
8. Patrick Tillier, maire de Saint-Martin-lez-Tatinghem, chargé du commerce et de l'artisanat et de l'accompagnement de la création d'entreprise ;
9. Pierre Evrard, maire de Wizernes, chargé de l’habitat et du renouvellement urbain ;
10. Céline-Marie Canard, conseillère municipale de Saint-Omer, chargée de la santé et des relations avec les collectivités ;
11. Hervé Dupont, maire d'Enquin-lez-Guinegatte, chargé de la transition écologique et environnementale ;
12. Brigitte Merchier, maire d'Ecques, chargée de la culture.
13. Didier Rys, élu d'Aire-sur-la-Lys, chargé de la formation, de l'enseignement supérieur et des relations internationales ;
14. Frédéric Sablon, premier adjoint au maire de Saint-Omer, chargé des travaux et des grands projets.

### Liste des présidents
| Période       | Période      | Identité          | Étiquette   | Qualité |
| ------------- | ------------ | ----------------- | ----------- | --- |
| janvier 2017  | août 2019,   | François Decoster | UDI         | Chef d'entreprise Maire de Saint-Omer (2014 → ) Président de l'ex-communauté d'agglomération de Saint-Omer (2014 → 2017) Vice-président du conseil régional des Hauts-de-France (2016 → 2019 ) Démissionnaire                                                      |
| octobre 2019  | juillet 2020 | Patrick Bédague   | DVD         | Agriculteur Maire de Tilques (2008 → ) |
| juillet 2020, | avril 2025,  | Joël Duquénoy     | DVG puis RE | Retraité Adjoint (1995 → 2001) puis maire d'Arques (2001 → 2014) Conseiller municipal d'Arques (1995 → 2025) Président de l'ex-communauté d'agglomération de Saint-Omer (2008 → 2014) Vice-président du syndicat mixte Flandre Morinie (? → 2025) Mort en fonction |
| avril 2025    | En cours     | Laurent Denis     | PS          | Chef de cuisine Maire d'Éperlecques (2014 → ) |

### Compétences
L'intercommunalité exerce les compétences qui lui ont été transférées par les communes membres, dans les conditions déterminées par le code général des collectivités territoriales
Outre les compétences obligatoires de toutes les communautés d'agglomérations : 
1. En matière de développement économique : actions de développement économique dans les conditions prévues à l'article L. 4251-17 du CGCT; création, aménagement, entretien et gestion de zones d'activité industrielle, commerciale, tertiaire, artisanale, touristique, portuaire ou aéroportuaire ; politique locale du commerce et soutien aux activités commerciales d'intérêt communautaire ; promotion du tourisme, dont la création d'offices de tourisme ;
2. En matière d'aménagement de l'espace communautaire : schéma de cohérence territoriale et schéma de secteur ; plan local d'urbanisme, document d'urbanisme en tenant lieu et carte communale ; création et réalisation de zones d'aménagement concerté d'intérêt communautaire ; organisation de la mobilité au sens du titre III du livre II de la première partie du code des transports, sous réserve de l’article L. 3421-2 du même code ;
3. En matière d'équilibre social de l'habitat : programme local de l'habitat ; politique du logement d'intérêt communautaire ; actions et aides financières en faveur du logement social d'intérêt communautaire ; réserves foncières pour la mise en œuvre de la politique communautaire d'équilibre social de l'habitat ; action, par des opérations d'intérêt communautaire, en faveur du logement des personnes défavorisées ; amélioration du parc immobilier bâti d'intérêt communautaire ;
4. En matière de politique de la ville : élaboration du diagnostic du territoire et définition des orientations du contrat de ville ; animation et coordination des dispositifs contractuels de développement urbain, de développement local et d'insertion économique et sociale ainsi que des dispositifs locaux de prévention de la délinquance ; programmes d'actions définis dans le contrat de ville ;
5. Gestion des milieux aquatiques et prévention des inondations, dans les conditions prévues à l'article  L. 211-7 du code de l'environnement ;
6. En matière d'accueil des gens du voyage : aménagement, entretien et gestion des aires d'accueil ;
7. Collecte et traitement des déchets des ménages et déchets assimilés,

les communes ont décidé de transférer à leur intercommunalité les compétences suivantes : 
1. Voirie et parcs de stationnement d'intérêt communautaire ;
2. Équipements culturels et sportifs d'intérêt communautaire ;
3. Action sociale d'intérêt communautaire ;
4. France services ;
5. Petite enfance, jeunesse : établissements d'accueil du jeune enfant, des relais petite enfance et des lieux d'accueil enfants parents ; actions menées dans le cadre du point information jeunesse ;
6. Santé : bâtiments destinés à accueillir les maisons de santé pluridisciplinaires de Thérouanne et d'Eperlecques ; actions en faveur du renforcement de la démographie des professionnels de santé ;  animation et coordination des actions de promotion de la santé
7. Infrastructures de charge de véhicules électriques et hybrides rechargeables définies dans le cadre du schéma directeur ;
8. Protection et mise en valeur de l'environnement et cadre de vie : lutte contre la pollution de l'air et les nuisances sonores ; soutien aux actions de maîtrise de la demande d'énergie ;
9. Lutte contre les rats musqués ;
10. Aménagement numérique du territoire et développement des usages numériques : stratégie des usages et services numériques y compris l'inclusion numérique ; Réseaux et services locaux de communications électronique ;
11. Élaboration et suivi d'un plan de mise en accessibilité de la voirie et des aménagements des espaces publics
12. Création et entretien des ouvrages hydraulique douce communautaires
13. Gestion du ramassage et de la fourrière intercommunale pour les animaux errants
14. Action culturelle et sportive : évènements sportifs ou culturels d'envergure régionale, nationale ou internationale, ou concourant directement à l'attractivité du territoire intercommunal dans le cadre d'une démarche coordonnée avec les communes ; soutien à des actions culturelles et sportives à rayonnement communautaire ; enseignement de la musique, de la danse, du théâtre et des arts plastiques y compris l'éducation culturelle et artistique ; valorisation et promotion du patrimoine dans le cadre du label Pays d'art et d'histoire ; coordination du réseau des bibliothèques ; diffusion du spectacle vivant ;
15. Soutien à l'EPCC Coupole d'Helfaut ;
16. Équipements touristiques et culturels : maison du marais à Saint-Martin-lez-Tatinghem, port fluvial à Aire-sur-la-Lys, moulin Manessier à Fauquembergues, moulin de Mentque-Nortbécourt, lieu de diffusion cinématographique à Enerlya à Fauquembergues ;
17. Balisage, fauchage et élagage des chemins de randonnées labellisés ;
18. Construction, gestion et exploitation d'un crématorium d'agglomération et du site cinéraire qui lui est associé ;
19. Actions permettant l'accueil, le maintien et le développement de formations universitaires et d'unités de recherche en lien avec le tissu économique et les besoins du territoire, accompagnement de la vie étudiante
20. Emploi et insertion professionnelle : maison de l'insertion professionnelle et de l'emploi ; participations au fonctionnement de la mission locale et du PLIE
21. Prise en charge financière du versement du contingent au SDIS
22. Constitution de réserves foncières communautaires
23. Alimentation : promotion et soutien à une alimentation saine et durable pour tous par la définition et la mise en oeuvre d'un Projet Alimentaire Territorial ;

ainsi que : 
- Réseaux de chaleur et de froid urbain[18].

### Régime fiscal et budget
La Communauté d'agglomération est un établissement public de coopération intercommunale à fiscalité propre.
Afin de financer l'exercice de ses compétences, l'intercommunalité perçoit, comme l'ensemble des communautés d'agglomération, la fiscalité professionnelle unique (FPU) – qui a succédé à la taxe professionnelle unique (TPU) – et assure une péréquation de ressources entre les communes résidentielles et celles dotées de zones d'activité.
Elle ne reverse pas de dotation de solidarité communautaire (DSC) à ses communes membres.
En 2024, l'intercommunalité a bénéficié d'une dotation globale de fonctionnement (DGF) de 6 619 758 €, soit 60,70 €/habitant

### Effectifs
Pour mettre en œuvre ses compétences, en 2020, l'intercommunalité emploie 555 emplois permanents, soit un effectif total de 623 agents, dont 460 fonctionnaires titulaires, 95 contractuels sur emploi permanent et 68 sur emplois non permanents. 
92 des emplois permanents sont des cadres (catégorie A de la fonction publique), 191 dépendent de la catégorie B et 272 sont des emplois d'exécution de la catégorie C.

## Projets et réalisations
Conformément aux dispositions légales, une communauté d'agglomération a pour objet d'associer « au sein d'un espace de solidarité, en vue d'élaborer et conduire ensemble un projet commun de développement urbain et d'aménagement de leur territoire ».
La communauté d'agglomération s'est fixée les huit objectifs suivants dans son projet de territoire :
1. Poursuivre la complémentarité Urbain – Rural
Composée de deux pôles urbains, de bourgs-centres – pôles de services, de communes périurbaines et de communes rurales, la nouvelle Communauté devra prendre en compte la diversité de son territoire dans la définition et la mise en œuvre de ses politiques publiques.
Cet objectif pourra être atteint en adaptant l’offre de services communautaires en fonction des situations géographiques dans un souci permanent de solidarité et d’équilibre dans l’aménagement du territoire.
Cette complémentarité urbain – rural permettant de répondre à la diversité des besoins des futurs habitants, touristes ou entrepreneurs, est également identifiée comme un atout incontestable pour le développement local.
2. Un maillage territorial pour une intercommunalité proche de ses habitants
L’étendue du futur territoire communautaire impose de revoir l’organisation des services communautaires.
À ce regard, le projet de territoire retient la mise en place de services territoriaux de proximité. Cet objectif visant à garantir la proximité entre la nouvelle intercommunalité et l’ensemble de ses habitants s’appuiera notamment sur le maintien de services fixes ou de permanences au sein des différents bâtiments communautaires existants ou du réseau de Maisons de services publics.
3. Assurer l’optimisation des politiques publiques
La nouvelle communauté doit répondre aux objectifs de rationalisation et de simplification de l’action publique.
Dans ce contexte, il est attendu une répartition claire entre les compétences exercées par la CAPSO et celles qui resteront à la charge des communes. L’intercommunalité assure la mise en œuvre de services qui ne pourraient être gérés au niveau communal ou qu’elle peut assurer de manière plus efficace, économe et solidaire.
4. Garantir l’équité dans la mise en œuvre des compétences
Les compétences exercées par la nouvelle Communauté devront répondre de manière équitable aux besoins de ses 105.000 habitants. Les modalités d’intervention de la CAPSO seront déterminées par des critères précis pour l’ensemble du territoire.
5. Promouvoir une intercommunalité de projets
Les compétences de la nouvelle Communauté répondront aux objectifs de mise en œuvre d’un projet collectif et partagé. La Communauté d’Agglomération ne constituera pas un « syndicat à la carte » et exerceras ses compétences sur l’ensemble de son périmètre.
6. Soutenir les démarches de mutualisation
Afin d’améliorer l’offre de services et de générer des économies d’échelles sur les compétences qu’elle ne reprendra pas, l’agglomération appuie les communes dans les démarches de mutualisation permettant de maintenir le niveau de services offerts aux habitants.
7. Assurer la lisibilité de l’action communautaire
L’intercommunalité assurera la gestion d’un grand nombre de compétences, sans que cela soit nécessairement perçu par l’ensemble des habitants. De manière transversale, les objectifs relatifs à la clarification des compétences, à la définition de critères précis d’intervention et à la territorialisation des services, devront améliorer la lisibilité de l’action communautaire.
Pour cela, des démarches de communication adaptées à la diversité des publics devront également être mises en œuvre.
8. Évaluer les politiques
Dans un contexte budgétaire contraint, il sera nécessaire d’instaurer des outils performants d’évaluation des politiques publiques.
Ceux-ci permettront de hiérarchiser les priorités d’interventions au regard des capacités financières de la CAPSO et d’ajuster, dans le cadre d’une évaluation, les dispositifs existants afin de les rendre plus efficients.